# Sébastien Chassagne
Pour les articles homonymes, voir Chassagne.
Sébastien Chassagne est un acteur et metteur en scène français, né le 31 août 1984.

## Biographie
Sébastien Chassagne passe par l’École supérieure d'art dramatique de Paris  (ESAD).
En 2010, il joue sur les planches dans la pièce Les Trublions, de Marion Aubert. La même année, il est assistant metteur en scène, aux côtés de Manhattan Medea, de Dea Loher.
En 2011, le metteur en scène Jean-Pierre Vincent l’engage  dans Cancrelat, une pièce de la Britannique Sam Holcroft, mise en scène pour le Festival d’Avignon. À la suite de ce rôle, il est retenu dans la distribution du film Eden, de Mia Hansen-Løve, sorti en 2014, consacré à  la French Touch,.

### Carrière
Quelques mois plus tard, il lui est proposé de tourner le pilote d'une comédie écrite par un élève de La Fémis, Frédéric Rosset. Repéré en 2015 au festival Séries Mania, ce projet de série, Irresponsable, est diffusé sur OCS City mi-2016, et l’interprétation de Sébastien Chassagne est remarquée. Il y compose un  trentenaire immature, un anti-héros bordélique, qu’il choisit d’habiller avec ses propres vêtements et pour lequel il réécrit certaines répliques, dans un décor qui ressemble à sa région natale d’Île-de-France,,,. Les tournages et interprétations se succèdent ensuite. Il revient également à la scénographie et à la mise en scène.
Il reçoit en 2017 et en 2018 le prix du meilleur comédien de l'Association des critiques de séries,.

## Filmographie
Sauf indication contraire, les informations mentionnées dans cette section peuvent être confirmées par les bases de données cinématographiques IMDb et Allociné,  présentes dans la section « Liens externes ».

### Cinéma

#### Longs métrages
- 2014 : Eden de Mia Hansen-Løve : Hervé
- 2017 : Sage Femme de Martin Provost : le conseiller bancaire
- 2017 : Monsieur et Madame Adelman de Nicolas Bedos : un invité à la fête d'anniversaire
- 2017 : Happy End de Michael Haneke
- 2018 : Ami-ami de Victor Saint-Macary : Olivier
- 2018 : Gaston Lagaffe de Pierre-François Martin-Laval : Raoul
- 2018 : Les Invisibles de Louis-Julien Petit : le conseiller d'orientation
- 2018 : Deux Fils de Félix Moati : le médecin
- 2019 : Damien veut changer le monde de Xavier de Choudens : Vigo jeune
- 2019 : La Lutte des classes de Michel Leclerc : le père de Milo
- 2019 : Fourmi de Julien Rappeneau : Antoine
- 2019 : Yves de Benoît Forgeard : le dermato
- 2019 : La Vérité d'Hirokazu Kore-eda : le réalisateur
- 2019 : Selfie de Cyril Gelblat : Fabrice (segment Recommandé pour vous)
- 2020 : Vers la bataille d'Aurélien Vernhes-Lermusiaux : Francis
- 2020 : Le Discours de Laurent Tirard : Sébastien
- 2021 : Suprêmes d'Audrey Estrougo : l'adjoint au maire de Mantes-la-Jolie
- 2021 : Si on chantait de Fabrice Maruca : le collègue barbu
- 2022 : Coupez ! de Michel Hazanavicius : Armel Lestuquoy / Yamakoshi
- 2022 : Grand Paris de Martin Jauvat : Momo
- 2022 : La Cour des miracles de Carine May et Hakim Zouhani : Jérôme
- 2023 : Les Petites Victoires de Mélanie Auffret : Patrick
- 2023 : Mars Express de Jérémie Périn : Inspecteur Simon Gordaux (voix)
- 2023 : Yannick de Quentin Dupieux : William Keller
- 2024 : Tombés du camion de Philippe Pollet-Villard : Luc Warliss
- 2024 : N'avoue jamais d'Ivan Calbérac : Adrien Marsault
- 2024 : Nous, les Leroy de Florent Bernard : Banksy, le caricaturiste
- 2024 : Karaoké de Stéphane Ben Lahcene : Gaspard
- 2025 : La Petite graine de Colas Rifkiss et Mathias Rifkiss : Denis
- 2025 : Baise-en-ville de Martin Jauvat : Ricco
- 2025 : Magistrate de Pierre Mazingarbe

#### Courts métrages
- 2016 : L’Algorithme de Monte-Carlo d'Emilie Noblet : Tibérius
- 2016 : Master of the Classe de Carine May et Hakim Zouhani : Berry
- 2019 : Père et fille d'Eric du Bellay : Paul
- 2019 : Shiny Happy People de Mathilde Petit : Clément
- 2020 : Les Deux couillons de Thibault Segouin : Pierre
- 2020 : Mozeb de Martin Jauvat : Agent spécial Van der Byten
- 2020 : Les Passengers de Mario Martinez Maquedano et Ziad Touma : Lui (voix)
- 2020 : Être allant vers de Maëlia Gentil
- 2020 : Hajimé d'Alexandre Philip : Eric
- 2021 : Cardio d'Alex Maji : Xavier
- 2021 : Hot Spot d'Anaïs Couet-Lannes
- 2022 : Hippocampe d'Eléonore Costes et Amaury Dequé : Noé
- 2022 : Palissade de Pierrick Chopin : Chris
- 2022 : La Mémoire des grands chiens de Nicole Genovese : le guichetier
- 2022 : Nuit calme de Bertrand Jeandel : Jules
- 2023 : La Charge mentale de Colas et Mathias Rifkiss : Denis
- 2023 : La Vie au Canada de Frédéric Rosset : Yann
- 2024 : Les Solariens de Clarence Larrivoire : Vadim

### Télévision

#### Séries télévisées
- 2015 - 2017 : Irresponsable : Julien
- 2016 :  Demain si j'y suis : Tibérius
- 2017 : Transferts : Volber
- 2017 : Quadras : Didier
- 2017 - 2020 : Engrenages : Juge Vargas
- 2018 : Jeux d'influence Olivier Danguin
- 2018 : Doxa : Arthur
- 2020 : Une belle histoire : David
- 2020 : Groom  : Guillaume Lessieur
- 2020 : Glamouze : le gogo-danseur
- 2021 - 2025 : Le Remplaçant : Antoine Maclou
- 2022 : Le Flambeau : Les Aventuriers de Chupacabra : Soso, l'enfant bulle
- 2022 : Moitié.e.s : Sébastien
- 2023 : Tapie : Julien
- 2024 : Bouchon  : Romain
- 2024 : Jibé et Lucien en coulisses : Marc

#### Téléfilm
- 2015 : Carole Matthieu de Louis-Julien Petit (téléfilm) : Louis Parrat

## Théâtre
Sauf indication contraire ou complémentaire, les informations mentionnées dans cette section peuvent être confirmées par la base de données Les Archives du spectacle.

### Comédien
- 2014-2015 : Marie Tudor de Victor Hugo (Groupe Lagalerie), Théâtre 95, théâtre de La Renaissance (Oullins), tournée dans l'Ain
- 2014-2018 : Ciel ! Mon Placard de Nicole Genovese, mise en scène Claude Vanessa, théâtre de La Loge, théâtre du Rond-Point, tournée
- 2015 : Le Révizor de Nicolas Gogol, adaptation de Charlotte Fabre, théâtre de Fontenay-le-Fleury
- 2015 : Tsarevna la Grenouille de Charlotte Fabre, Centre d'animation des Halles
- 2022 : La Rêve et la Plainte de Nicole Genovese, mise en scène Claude Vanessa, théâtre des Bouffes-du-Nord

### Metteur en scène
- 2014 : Veuillez agréer (Cie du 7e étage), théâtre de Royan, théâtre de Belleville
- 2014 : Manger des oursins (d'après Luis Buñuel), théâtre de l'Opprimé, La Loge
- 2014 : Cendrillon !!! (Collectif Les Naïves), théâtre des Cinq Diamants